# Spahí
|  | Per a altres significats, vegeu «espahí». |

Els spahis són tropes de cavalleria lleugera de l'exèrcit francès reclutades entre la població autòctona d'Àfrica del nord i enquadrades per oficialitat europea.
Les primeres unitats d'espahís colonials es formaren el 1831; n'hi hagué a Algèria, a Tunísia i al Marroc, i foren emprades en múltiples guerres, tant de colonials com d'europees.
Durant la major part de llur història els espahís de l'exèrcit francès vestiren un uniforme força espectacular, d'estil moresc (à la turque), similar al dels zuaus, però amb el barnús moresc com a peça més característica. La lligadura era, segons els casos, el guennour, mena de turbant, o bé el fes tou (anomenat oficialment chéchia) que caracteritzava tants cossos colonials de l'exèrcit francès. Com en la resta de tropes colonials franceses, el 1915 l'uniforme de campanya passà a ésser caqui, però conservant detalls propis en el disseny, així com, és clar, el fes chéchia.
La major part d'unitats espahís de l'exèrcit francès desaparegué el 1962, amb la liquidació de l'exèrcit colonial. Per tradició l'exèrcit francès ha conservat un únic regiment d'espahís, compost, però, de metropolitans; té la base a Valença del Delfinat.